# ژرکوویتسه (استان اوپوله)
ژرکوویتسه (به لهستانی:  Żerkowice) یک روستا در لهستان است که در گمینا کومپراخچیتسه واقع شده‌است.